# Ґанґайконда-Чолапурам
Ґанґайконда-Чолапурам (там. கங்கைகொண்ட சோழபுரம்) — колишня столиця держави Чола, збудована в 11 столітті, під час правління царя Раджендри Чоли I, сина та наступника Раджараджі Чоли, за правління якого Чола підкорила величезну територію Південної Індії. Місто відігравало значну роль в індійській історії: служачи столицею держави Чола протягом близько 250 років, звідси контролювалася справи всієї Південної Індії, частин Шрі-Ланки та Південно-Східної Азії. Зараз місто відоме своїм храмом Шиви, одним із найкращих зразків монументальної храмової архітектури Чоли.
Раджендра Чола I побудував у Чолапурамі дамбу з камінної кладки довжиною в 16 миль. Арабський мандрівник ал-Біруні пише: «Наші люди бачачи їх дивуються, вони не можуть навіть описати їх, не кажучи про те, щоб побудувати щось схоже».